# 大炊御門冬氏
大炊御門 冬氏（おおいのみかど ふゆうじ）は、鎌倉時代後期の公卿。大納言・大炊御門良宗の子。官位は従一位・内大臣、左近衛大将。光福寺と号す。大炊御門家9代当主。

## 経歴
以下、『公卿補任』、『尊卑分脈』、『園太暦』、『花園天皇宸記』の記事に従って記述する。
- 弘安8年（1285年）12月29日、叙爵。
- 正応元年（1288年）11月21日、従五位上に昇叙。
- 正応4年（1291年）1月6日、正五位下に昇叙。同年7月29日、右少将に任ぜられる。
- 正応5年（1292年）11月5日、従四位下に昇叙。
- 永仁6年（1298年）7月13日、従三位に昇叙。[2]。
- 正安元年（1299年）6月6日、正三位に昇叙。
- 乾元元年（1302年）11月27日、参議に任ぜられる。左中将は元の如し。
- 嘉元元年（1303年）1月28日、備前権守を兼ねる。閏4月5日、従二位に昇叙。同年8月28日、権中納言に任ぜられる。
- 嘉元3年（1305年）12月30日、中宮権大夫を兼ねる。
- 徳治2年（1307年）8月23日、父・良宗が薨去。同年12月2日には、中宮権大夫を止められた[3]。
- 延慶2年（1309年）3月23日、正二位に昇叙。同年10月15日、中納言に転じる[4]。
- 応長元年（1311年）3月20日、祖父信嗣が薨去したため、喪に服した[5]。同年6月30日に復任。
- 正和2年（1313年）11月17日、権大納言に任ぜられる。
- 文保2年（1318年）3月12日、礼服の宣下を受けたが、同日にこれを辞した。
- 元応元年（1319年）6月27日、皇后宮大夫を兼ねる。同年閏7月28日、大納言に転じる。皇后宮大夫は元の如し。同年8月21日、左近衛大将を兼ねる[6]。同年12月15日、皇后が達智門院の女院号を受けるため皇后宮大夫を停止。
- 元応2年（1320年）4月12日、権大納言鷹司冬教が左大将に任ぜられるにあたり、左大将を止められた。同日、従一位に昇叙。
- 元亨2年（1322年）6月29日、内大臣に任ぜられる。同年7月9日、左右番長各1名と左右近衛各3名を随人として給わった。同年8月8日、内大臣を解任され兵仗も失った。
- 元亨4年（1324年）8月16日、薨去[7]。

## 従一位昇叙の背景
冬氏が左大将に任ぜられ拝賀も済ませたあとに、左大将を鷹司冬教に替える話が伝えられてきたようである。『公卿補任』にも閉門蟄居していたために従一位に任じた、とある。そして祖父信嗣と同様に大納言を辞せず従一位行大納言に留まり、後に内大臣に任ぜられたのである。

## 冬氏薨去後の跡目争い
『師守記』の暦応3年／興国元年（1340年）2月1日の条によると、冬氏薨去後に二人の息男である氏忠と冬信の間で跡目相続争いが発生していたとある。以後も大炊御門家の跡目相続問題が『師守記』に散見され、最終的に冬信が嫡子として相続したのである。

## 系譜
- 父：大炊御門良宗（1260-1307）
- 母：北条朝氏の娘
- 妻：遊義門院美濃 - 若狭守藤原景俊の娘
  - 長男：大炊御門氏忠
- 妻：吉田経長の娘
  - 男子：大炊御門冬信（1309-1350）
  - 男子：大炊御門家信（1316-?）
- 妻：家女房 - 出自不詳
- 生母不明の子女
  - 男子：覚信